# Echinaster callosus
Echinaster callosus là tên một loài sao biển sống ở những vùng nước nông của khu vực Ấn Độ Dương-Thái Bình Dương.

## Mô tả
Bán kính tối đa mà một cá thể của loài này có thể phát triển được là 26 cm. Cơ thể của loài này nhỏ, có 5 cánh thon. Mặt trên thì có nhiều điểm phồng lên. Màu sắc của chúng là màu cam, hồng hoặc tím, các điểm phồng lên thường có màu trắng, hồng, đỏ hoặc màu hoa cà, đó là các màu tương phản tại với màu cơ thể. Các điểm màu trắng thường tạo thành sọc, càng về đầu cánh thì càng có nhiều sọc này. Giữa các điểm phồng có nhiều chân kìm nhỏ (một cấu trúc tương tự như càng cua) . Còn mặt dưới có màu trắng, các điểm phồng cũng màu trắng.

## Phân bố và môi trường sống
E. callosus sinh sống ở vùng phía tây của khu vực Ấn Độ Dương-Thái Bình Dương tại cả hai miền nhiệt đới và cận nhiệt đới. Phạm vi mà chúng sống là từ Đông Phi và biển Đỏ đến Micronesia và từ Nhật Bản đến Úc, cũng như là đến New Caledonia. Loài này sống trong các rạn san hô và trên đáy biển có chất nền mềm ở độ sâu từ 5 đến 30 mét.

## Sinh thái học
Loài sứa lược Coeloplana astericola đôi khi sống cộng sinh ở mặt trên của loài sao biển này cũng như là loài Echinaster luzonicus. Bên cạnh đó, một vài loài giun cũng như động vật giáp xác nhỏ cũng sống ở đó và không gây hại gì cho E. callosus. Nhưng mà loài ốc tù và Charonia tritonis và loài tôm Hymenocera picta ăn các mô của loài này khi sống trên đó.